# Renato Curi
Renato Curi (Montefiore dell'Aso, 20 settembre 1953 – Perugia, 30 ottobre 1977) è stato un calciatore italiano, di ruolo centrocampista.

## Biografia
È ricordato per via della morte avvenuta durante la gara Perugia-Juventus. La gara venne disputata allo stadio Comunale di Pian di Massiano, che oggi porta il suo nome. Oltre che l'impianto di Perugia, anche una squadra porta il suo nome, la Renato Curi Angolana che gioca a Città Sant'Angelo, nel pescarese; nato nelle Marche, Curi si era infatti trasferito sin da bambino in Abruzzo con la famiglia per motivi di lavoro del padre. Riposa nel cimitero di San Silvestro a Pescara.

## Carriera

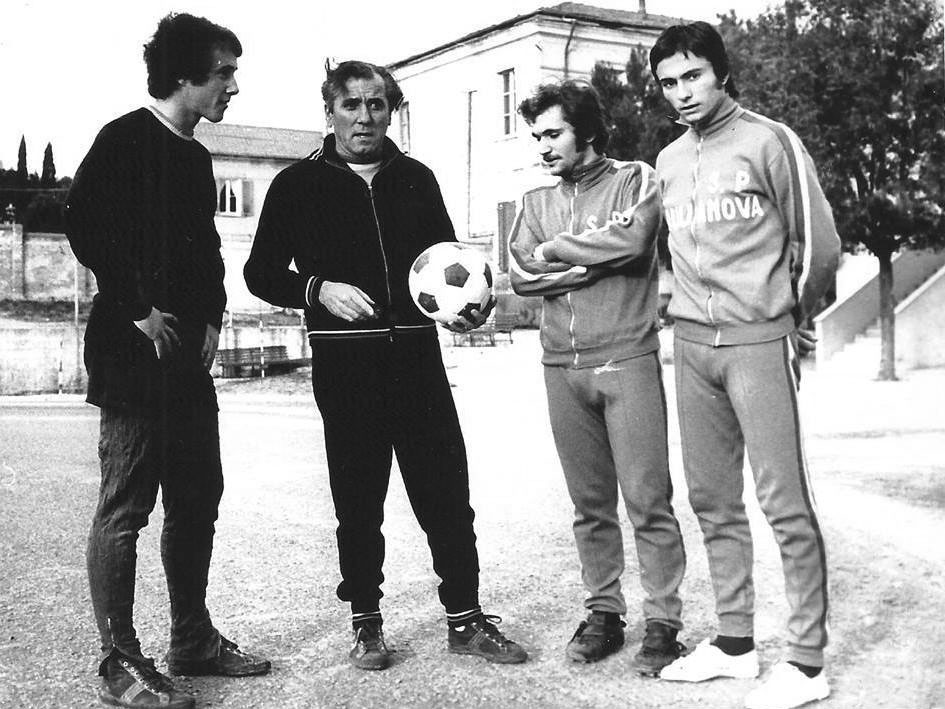
Curi (secondo da destra) nel 1972 al Giulianova, con Tancredi, il tecnico Fabbri e Alessandrini.

Inizia la propria carriera nelle giovanili del Giulianova, che lo preleva in giovane età dalla Marconi Pescara (in seguito divenuta Renato Curi, in memoria dello scomparso giocatore). Coi giallorossi è titolare in Serie D a diciassette anni e ottiene la promozione in Serie C al termine della stagione 1970-1971. Dal 1971 al 1973 disputa due campionati di Serie C sempre con i giuliesi, poi viene prelevato dal Como, con cui a vent'anni esordisce in Serie B.
Notato da Ilario Castagner, rimane nella categoria e passa al Perugia nella stagione 1974-1975, dov'è tra i protagonisti della vittoria del campionato e alla prima promozione dei biancorossi in Serie A; Curi segna peraltro quattro reti stagionali, di cui due decisive contro il Verona. Nell'annata successiva debutta in Serie A il 5 ottobre 1975 in Perugia-Milan (0-0).
Il 16 maggio 1976 è proprio una rete del numero otto biancorosso, in Perugia-Juventus (1-0), a decidere la vittoria del campionato del Torino ai danni dei bianconeri; rimane celebre, tra l'altro, la radiocronaca di Sandro Ciotti: «il Perugia è passato in vantaggio, rete di Curi su cross da destra di Novellino, niente da fare per Zoff...» alla quale, non prima di aver finito l'intervento, subentra quella di Enrico Ameri: «Scusa Ciotti, questo è l'urlo del Comunale di Torino che ha appreso in questo momento la notizia che tu hai dato, ecco l'urlo del Comunale di Torino, sventolio di bandiere del Torino, la linea a Dalla Noce».

Curi al Como nella stagione 1973-1974

Nella stagione 1976-1977, con 28 presenze, è determinante per il raggiungimento del sesto posto finale del Perugia, prima delle squadre escluse dalla qualificazione alla Coppa UEFA.
Il campionato 1977-1978 inizia molto bene per il Perugia e per Curi. Il giovane calciatore, alla sua quarta stagione in biancorosso, contribuisce a raggiungere la vetta della classifica dopo cinque giornate (in coabitazione con Genoa, Juventus e Milan). Il sesto turno di campionato vede di scena al Comunale di Pian di Massiano la partita proprio contro i bianconeri. È il 30 ottobre 1977, 30 000 spettatori gremiscono gli spalti; Curi, reduce da un infortunio, ha recuperato appena in tempo per essere della partita. La gara ha inizio alle 14:30 e il primo tempo trascorre combattuto da entrambe le parti, mentre una fitta pioggia si abbatte sul capoluogo umbro; alle 15:34, cinque minuti dopo l'inizio della seconda frazione, sugli sviluppi di una rimessa laterale nei pressi del centrocampo, Curi fa uno scatto per raggiungere la palla, ma dopo pochi metri si accascia a terra: morirà poco dopo, stroncato da un arresto cardiaco, all'età di ventiquattro anni.
Poche settimane dopo, il 26 novembre, l'impianto perugino sarà intitolato alla sua memoria.

## Statistiche

### Presenze e reti nei club
| Stagione          | Squadra           | Campionato        | Campionato | Campionato | Coppe nazionali | Coppe nazionali | Coppe nazionali | Coppe continentali | Coppe continentali | Coppe continentali | Altre coppe | Altre coppe | Altre coppe | Totale | Totale |
| Stagione          | Squadra           | Comp              | Pres       | Reti       | Comp            | Pres            | Reti            | Comp               | Pres               | Reti               | Comp        | Pres        | Reti        | Pres   | Reti   |
| ----------------- | ----------------- | ----------------- | ---------- | ---------- | --------------- | --------------- | --------------- | ------------------ | ------------------ | ------------------ | ----------- | ----------- | ----------- | ------ | ------ |
| 1969-1970         | Giulianova        | D                 | 2          | 0          | -               | -               | -               | -                  | -                  | -                  | -           | -           | -           | 2      | 0      |
| 1970-1971         | Giulianova        | D                 | 31         | 2          | -               | -               | -               | -                  | -                  | -                  | -           | -           | -           | 31     | 2      |
| 1971-1972         | Giulianova        | C                 | 35         | 0          | -               | -               | -               | -                  | -                  | -                  | -           | -           | -           | 35     | 0      |
| 1972-1973         | Giulianova        | C                 | 37         | 1          | CI-S            | ?               | ?               | -                  | -                  | -                  | -           | -           | -           | 37+    | 1+     |
| Totale Giulianova | Totale Giulianova | Totale Giulianova | 105        | 3          |                 | ?               | ?               |                    | -                  | -                  |             | -           | -           | 105+   | 3+     |
| 1973-1974         | Como              | B                 | 24         | 0          | -               | -               | -               | -                  | -                  | -                  | -           | -           | -           | 24     | 0      |
| 1974-1975         | Perugia           | B                 | 23         | 4          | CI              | 4               | 0               | -                  | -                  | -                  | -           | -           | -           | 27     | 4      |
| 1975-1976         | Perugia           | A                 | 25         | 3          | CI              | 3               | 0               | -                  | -                  | -                  | CM          | 4           | 0           | 32     | 3      |
| 1976-1977         | Perugia           | A                 | 28         | 0          | CI              | 4               | 0               | -                  | -                  | -                  | -           | -           | -           | 32     | 0      |
| 1977-1978         | Perugia           | A                 | 5          | 0          | CI              | 4               | 1               | -                  | -                  | -                  | CM-CPKR     | ?+0         | 0+0         | 9+     | 1      |
| Totale Perugia    | Totale Perugia    | Totale Perugia    | 81         | 7          |                 | 15              | 1               |                    | -                  | -                  |             | 4+          | 0           | 100+   | 8      |
| Totale carriera   | Totale carriera   | Totale carriera   | 210        | 10         |                 | 15+             | 1+              |                    | -                  | -                  |             | 4+          | 0           | 229+   | 11+    |

## Palmarès
- Campionato italiano Serie D: 1

Giulianova: 1970-1971 (girone D)
- Campionato italiano di Serie B: 1

Perugia: 1974-1975